# Паник ат дъ Диско
„Паник ат дъ Диско“ (Panic! at the Disco) е създадена през 2004 година в Лас Вегас от приятелите от детинство Ryan Ross (китара) и Spencer Smith (барабани).

## История
От 13-годишна възраст двамата свирят кавъри на blink-182 в различни групи, но в крайна сметка се събират с Brent Wilson (бас-китара) и Brendon Urie (вокал и китара). Една от теориите за името на групата е, че е взето от песента Panic! на The Smiths. Други твърдят, че е кръстена на парчето Panic на Name Taken.
В търсене на слава, от групата се свързват с басиста на Фол Аут Бой – Pete Wentz, чрез LiveJournal и му пращат линк към сайта си. Той е толкова впечатлен, че заминава за Лас Вегас, за да се срещне лично с групата. След това им предлага да подпишат с неговия лейбъл Decaydance.
Panic! at the Disco са представени по предаването TRL на MTV, през януари 2006 година, където изпълняват I Write Sins Not Tragedies. Клипът към I Write Sins Not Tragedies е сред най-гледаните в YouTube (около 332 милиона пъти). Тя е и сред най-желаните песни по радиостанция Z100 в Ню Йорк. Две техни песни – Write Sins Not Tragedies и The Only Difference Between Martyrdom and Suicide Is Press Coverage, са в The Interactive Nine at Nine with Romeo по едно и също време.
Втория им клип към сингъла But It's Better If You Do представя групата като участници в шоу от 1930 година. Urie твърди, че видеото трябва да покаже тъмната страна на групата. Сингълът е завършен на 1 май в Англия и влиза под номер 23 в класациите. През този месец, групата прави и първите си концерти в Англия. Всички билети са разпродадени, на някои места това става за часове. След това групата прави двумесечно турне из Америка.
През юли пускат третия си клип, Lying Is the Most Fun a Girl Can Have Without Taking Her Clothes Off. През август A Fever You Can't Sweat Out става платинен, с продажби на над един милион копия.
Групата официално разгласява оттеглянето на басиста си Brent Wilson със съобщение в сайта си на 17 май 2006 година. Не е спомената официална причина за напускането му, въпреки че по-късно той заявява, че е бил изритан от групата. В съобщението се заявява, че приятел на групата от дълго време – Jon Walker, ще се присъедини за турнето им като временен басист, докато намерят постоянен заместник. На 3 юли Walker официално е обявен за член на групата.